# Црква Светих Јоакима и Ане у Међулужју
Црква Светих Јоакима и Ане у Међулужју, насељеном месту на територији градске општине Младеновац, подигнута је и још је у изградњи. Припада Епархији шумадијској Српске православне цркве.
Црква је посвећена Светим Јоакиму и Ани.